# Yakkity Yak
Yakkity Yak es una serie de televisión animada creada por Mark Gravas que funcionó en Teletoon en Canadá y en Nickelodeon en Australia y en los Estados Unidos del 9 de noviembre de 2002 al 12 de diciembre de 2003. El espectáculo era conocido por su extrema falta de realidad, y por su estupidez extrema y contó con un estilo de animación que rompió con el pasado de la tradición Nickelodeon. El espectáculo cuenta con un yak antropomorfo llamado Yakkity que quiere llegar a la fama al convertirse en un gran comediante. En el camino, él tiene aventuras con sus dos mejores amigos Keo (una piña varón antropomórfica) y Lemony, una joven humana.

## Tema musical
Se utiliza Como tema de la serie una canción de 1958 llamada Yakety Yak hecha por The Coasters. Los niños cantan partes de la versión actualizada de la canción.

## Personajes
- Yakkity Yak (Lee Tockar): El protagonista es un yak de 12 años de edad, estudiante de secundaria en Ciudad Cebolla y la mascota de la escuela que quiere ser un comediante. Yakkity funciona como la mascota de la escuela desde que su abuelo también sirvió como mascota cuando el equipo de fútbol rugby ganó el campeonato del estado en 1925. El equipo de fútbol rugby, el lugar de la mascota, tiene toda la gloria (a pesar de no haber ganado un partido desde 1925), De mucha aversión para yakkity. Yakkity ahora vive con su abuela y su Profesor Crazyhair. Sus amigos más cercanos son Keo (que vive al lado) y Lemony. En el transcurso de la serie, sus padres nunca han sido vistos o mencionados.

- Keo (Kio) (Brian Drummond): Una piña antropomórfica, que es en realidad un ser humano con una piña como cabeza es un híbrido. Él es muy inteligente, pero es tímido y tiene miedo escénico es el amigo de Yakkity de la clase que acompaña a encajar en su vida. Él tiene rivalidades con su padre cuando presumiblemente murieron o se divorciaron , que el si es sólo una piña parlante, pero en el fondo, lo ama.

- Abuela Yak (Pam Hyatt): la abuela de Yak. Mientras que ella posee una buena caja de resonancia con una personalidad más tranquila de una manera paternal, ella también tiene algunos de los genes impulsivos de yakkity que siempre lo meten en aprietos.

- Lemony (Andrea Libman): Una chica humana de pelo rubio que tiene una imaginación muy viva. Generalmente parece ser la voz de la razón en el grupo, pero muchas veces ha demostrado ser manipuladora con los demás para su propio beneficio.

- Sr. Reginald Highpants (Ian James Corlett): líder proveedor en la ciudad de dulces y todas las cosas con azúcar. También dirige muchas pequeñas empresas.

- Trilo (Jason Schombing): Un trilobites agente de yakkity y exartista de circo que es dueño de su propia Agencia de Entretenimiento, hace fiestas infantiles de los personajes, y siempre está en busca de dinero. Sus clientes son yakkity, Cuento también con Wanda y Chuck daños, que utiliza para las fiestas.

- Profesor Crazyhair (de Scott McNeil): Un científico y profesor de la secundaria de Ciudad Cebolla cuyo cabello cambia de color como un anillo de humor, de ahí su nombre. Él vive en el sótano de yakkity, donde construyó un laboratorio, y a su hija adoptiva Penélope.

- Penélope (Tabitha St. Germain): Un robot que trabaja como asistente del profesor Crazyhair (como padre adoptivo) pero carece de habilidades sociales o de confianza. Cada vez que ella está avergonzada, su cara se pone roja y ella expulsa gran cantidad de vapor de espuma ignífuga de sus brazos transformándolas en mangeras de incendios, Dejando montones de chorros en todo a su alrededor.

- Rondo (Ian James Corlett): Hermano de Lemony, que está en el equipo de fútbol rugby, y esta en el último año de la escuela secundaria. Él es uno de los principales antagonistas de yakkity a menudo compiten por ser el centro de atención.

- El papa de Keo (John Ratzenberger, entonces Michael Daingerfield): Una piña que puede ser mandona y en muchas veces grosera, y además es el padre de Keo. La identidad de su esposa (la madre biológica de Keo) es desconocida y nunca se ha explorado; se puede suponer que murieron o se divorciaron antes de los acontecimientos de yakkity Yak.

- Señorita Wanda Harper (Brenda Crichlow): un hada que trabaja como bibliotecaria en Ciudad Cebolla.

- Jackie Paquidermo: Un cómico elefante y exitosa estrella de cine que es el ídolo de yakkity.

## Episodes
| Episodio #             | Título                          | Argumento |  |
| ---------------------- | ------------------------------- | --- |  |
|                        |                                 | |  |
| Temporada 1: 2002-2003 |                                 | |  |
| 1a                     | "Hypnotic Yak"                  | Yakkity hipnotiza a todos para hacerlos pensar que es gracioso.. |  |
| 1b                     | "As the Worm Turns"             | Yakkity encuentra un mágico muñeco de ventrílocuo que habla.. |  |
| 2a                     | "The Yak and the Hat"           | Yakkity va a un concurso de televisión con Keo y le dan respuestas desde dentro de un sombrero de yakkity.. |  |
| 2b                     | "Cowinator III"                 | Una histórica competencia de comer-hierba entre el abuelo de yakkity y "El Vacanator" se repite entre yakkity y el nieto de "El Vacanator". |  |
| 3a                     | "3 Cheers for Penelope"         | Cuando el profesor Crazyhair hace una chica robot, Lemony se convierte en su entrenadora para mejorar sus habilidades sociales. |  |
| 3b                     | "My Dad the Robot"              | Profesor Crazyhair construye piernas y brazos de robot para el padre de Keo. |  |
| 4a                     | "A Tree Grows in Onion Falls"   | Yakkity se mueve fuera de casa y va a su casa del árbol. Pero ahora tiene que salvar a su familia de un ladrón enmascarado como un niño pequeño. |  |
| 4b                     | "Spring Cleaning"               | Yakkity y Keo se meten en un lío en el laboratorio del profesor Crazyhair, y así deben hacer algo de limpieza de la casa para hacer las paces. Pero pronto, convierten a todos en zombies. |  |
| 5a                     | "Dial-a-Yak"                    | Cuando yakkity rompe al robot guerra de Rondo, yakkity debe tomar su lugar. Lleva un teléfono para la comunicación con Rondo. |  |
| 5b                     | "Darn-It Dog"                   | Yakkity no quiere devolver un libro a la biblioteca que le prestaron cuando tenía 5 años. Así que él le dice Wanda nunca se llevó a cabo ese préstamo. Pronto, él utiliza su mentira para conseguir lo que quiere, al menos, hasta que consigue un poco de su propia medicina.                                                              |  |
| 6a                     | "Yakstravaganza"                | Yakkity alienta al papá de Keo para revivir sus días del mundo del espectáculo y unirse a su nuevo espectáculo. |  |
| 6b                     | "Curly Top"                     | La piel de yakkity vuelve rosa mientras que la experimentación con uno de los productos de pelo de la abuela Yak. |  |
| 7a                     | "I Want My Yak TV"              | Los nuevos apoyos de cornamenta de yakkity empiezan a recoger los canales de televisión por cable - una hazaña poco común en Ciudad Cebolla. Yakkity se convierte en un acto de la etapa popular. |  |
| 7b                     | "Election Dysfunction"          | Keo va en contra de Lemony para la presidencia de la escuela, pero promete más de lo que puede ofrecer? |  |
| 8a                     | "And That's the Weather"        | Yakkity se convierte en un pronosticador del tiempo preciso gracias a los juanetes de predicción del clima de la abuelita Yak. Las complicaciones surgen, sin embargo, cuando la abuela se ha eliminado sus juanetes. |  |
| 8b                     | "Pineapple Upside-Dead Cake!"   | Cuando el padre de Keo desaparece y todo el mundo empieza a actuar raro, yakkity piensa que los extranjeros se lo han llevado. |  |
| 9a                     | "A Yak and His Fish"            | Al nuevo pez mascota de yakkity le gusta comer una variedad de alimentos. |  |
| 9b                     | "Regarding Chuck"               | Yakkity daña accidentalmente a Chuck y le provoca daños de amnesia. |  |
| 10a                    | "Double Double Oil and Trouble" | En un proyecto de la escuela, yakkity y sus amigos tratan de mejorar el olor en la cebolla Falls. |  |
| 10b                    | "High Fashion Yak"              | Yakkity y Keo se convierten en gurús de la moda gracias a las habilidades de tejer de la abuelita Yak. |  |
| 11a                    | "Nerds Are People Too"          | Yakkity sobresale inesperadamente en una prueba y es invitado a un campamento para los genios adolescentes. Pero todo esto es una trampa por parte de Gary. |  |
| 11b                    | "The 10% Solution"              | Cuando los tiempos se ponen difíciles, el Agent M. Trilo de yakkity afirma que el 10% de su comisión... es de todo lo que yakkity recibe que es todo en su vida. |  |
| 12a                    | "National Day of Yakking"       | Es el centenario de la Ciudad Cebolla y un desfile que se anuncia. Yackity le gustaría una carroza construida para celebrar a su ídolo - el comediante Jackie Paquidermo. |  |
| 12b                    | "Fairy Yakkity"                 | Después Trilo pide yakkity disfrazarse de hadas Wanda, Rondo encuentra en 'Victoria' extrañamente atractivo. |  |
| 13a                    | "3 Minutes and Funny"           | Los habitantes de ciudad cebolla participan en un concurso de video donde el video más popular, con una cebolla ganará. Yakkity favorece un género cómico. |  |
| 13b                    | "Nature Calls"                  | Keo y Lemony se preocupan cuando yakkity comienza a comportarse de manera extraña. Tiene algo que ver con el grano en la nariz? |  |
| 14a                    | "Fount Onion"                   | Keo revela el lugar de natación secreto de yakkity. |  |
| 14b                    | "Ice Scream, You Scream"        | Yakkity convierte en un vendedor de carritos de helado. Pero se empieza a comer toda la mercancía (que cuenta como robar) con el fin de conseguir cosas gratis. |  |
| 15a                    | "Cabin Fever"                   | Keo, el papá de Keo y yakkity van de campamento, pero parecen olvidar empacar artículos vitales. Al menos yakkity trae algunos malvaviscos. |  |
| 15b                    | "Due Back Tomorrow"             | Keo y yakkity encuentran trabajo en un videoclub. Yakkity recomienda todas las películas divertidas de Jackie Paquidermo, a excepción de A-Pach-Alypse Ahora. |  |
| 16a                    | "End of the Line"               | Un documental sobre la naturaleza explica que yaks son una especie en peligro de extinción. Keo y Lemony deben colocar yakkity y su abuela dentro de una burbuja de vidrio con el fin de salvarlos. |  |
| 16b                    | "House Sitters"                 | El Sr. Highpants debe asistir a una Convención de Confitería. Le pide yakkity y Keo para cuidar de su alta tecnología en casa, advirtiendo a los niños a no tocar ningún botón ... y sólo para alimentar el Sr. Littlepants "Chimp-Chow".                                                                                                   |  |
| 17a                    | "Teachers Pet†"                 | Profesor Crazyhair da Lemony un alto grado para su proyecto de ciencias, pero Keo cree que la adulación tuvo mucho que ver con ello. |  |
| 17b                    | "Yakeo"                         | Después de no poder ser elegido para el equipo de fútbol, yakkity y Keo inventan su propio deporte. |  |
| 18a                    | "Sharing Bear"                  | Yakkity todavía ama Sharing Bear - presentadora de televisión de los niños, pero Keo y Lemony cree que es para los bebés. |  |
| 18b                    | "Lucky Undies"                  | Todo va bien para yakkity. ¿Es por los calzoncillos que ha estado usando desde el martes pasado? |  |
| 19a                    | "Techno Prisoners"              | Cuando la abuela Yak se vuelve contra las comodidades modernas, yakkity tiene que escabullirse a la Techno-seo con su clase de ciencias. |  |
| 19b                    | "It's a So-So Life"             | Yakkity deja los servicios de Trilo para perseguir una carrera como cabeza de cartel en el Circo Máximo. |  |
| 20a                    | "Camp Onion"                    | Los Onioneers están en el campamento de invierno, y Lemony es la esperanza de ganar todas las medallas al mérito. Pero ella y altos pantalones Sr. quede atascado en la parte superior de la montaña Cebolla. Ahora yakkity, Keo, y Wanda debe salvarlos.                                                                                   |  |
| 20b                    | "Snow Biz"                      | Es Todo Cebollas Eva, y los hijos de cebolla Falls se están preparando para salir de sus botas de sopa de cebolla a lo largo de la noche para la vaca de la nieve para reemplazar con leche con chocolate. Sin embargo los amigos de yakkity ya no creen en la vaca de la nieve ...                                                         |  |
| 21a                    | "The Fan"                       | El primo de yakkity Jasper es un yak linda con un estilo de comedia stand-up natural. Pero yakkity convierte en envidia y arruina el show de Jasper. |  |
| 21b                    | "From Boom to Bust"             | Cuando los experimentos del profesor Crazyhair en el sótano estallar el comedor por segunda vez, la abuela Yak le desaloja de la casa. |  |
| 22a                    | "Rondo Reversal"                | La abuela Yak está en el hospital, y Keo tiene Piña Pox, por lo yakkity tiene una fiesta de pijamas en casa de Lemony. Allí descubre algunos secretos embarazosos sobre el hermano de Lemony Rondo. Cuando él revela todo en la escuela, yakkity asume la posición del matón de la escuela. Esto pronto hace que todo sea fuera de control. |  |
| 22b                    | "The Damage is Done"            | Cuando Chuck daños se convierte en entrenador personal de yakkity, yakkity comienza a usarlo como su guardaespaldas. Sin embargo ¿cómo va a Chuck tarifa daños contra The Cement Mixer? |  |
| 23a                    | "My Fair Crazy Hair"            | Granny Yak tiene un nuevo novio - Chatterbox buey, pero yakkity es sospechoso, y el profesor Crazyhair intenta recuperar el afecto de la abuelita. |  |
| 23b                    | "Practically Funny"             | Las cosas van salvajes en Cebolla Falls después yakkity recibe el cuadro de Broma Práctica Jackie Paquidermo, pero alguien sabe algunas buenas bromas. |  |
| 24a                    | "Onion Falls Most Wanted"       | Un ladrón está robando casas soplando chicle burbujas y flotando hasta ventanas de arriba. Trilo se sospecha, pero es que en realidad la Bandit Bubblegum? |  |
| 24b                    | "Blue Rinse Test"               | Cuando la abuela Yak mueve a un hogar de ancianos, yakkity va a vivir con ella. |  |
| 25a                    | "Daddy Uh-Ohs"                  | Keo está avergonzado por su vieja bicicleta, pero su padre no le deja pasar su dinero escuela de cine en una nueva. Con las finanzas pobres, será la familia tiene que mover a la congelación Bergville? |  |
| 25b                    | "Yaks A Plenty"                 | Yakkity mantiene posponiendo el estudio para una prueba de biología debido al día siguiente. Sin embargo un video educativo de dibujos animados con Alan Amoeba ayuda a enseñar yakkity acerca de la replicación celular. |  |
| 26a                    | "Home School"                   | Yakkity y abandonan la escuela Keo a ser enseñados por el papá de Keo. |  |
| 26b                    | "The Onion Falls 500"           | Una carrera tribuna se anuncia, y el premio es el suministro de huevo Ensalada del profesor Crazyhair de un año. Cuando Lemony forma un equipo con Keo, yakkity eventualmente pares con un nuevo vecino peculiar. La inclusión de una receta de ensalada de huevo es un homenaje a Woody Allen's What's Up, Tiger Lily?.                    |  |

## Emisión
Yakkity Yak debutó en Teletoon de Canadá en enero de 2003. Se transmite actualmente en BBC Kids. El 17 de enero de 2004, se añade al horario Nicktoons Network durante unos años, pero fue retirado de la rotación el 2 de octubre de 2007.

## Premios
El espectáculo fue nominado para un Premio Leo por "Mejor Partitura Musical" en 2004. El creador Mark Gravas fue nominado en el Instituto Australiano de Cine Premio por "Mejor cortometraje de animación" en 2002. 